# Битов (Пољска)
Битов (пољ. Bytów) град је у Пољској у Војводству поморском. По подацима из 2021. године број становника у месту је био 16730. Кроз град протичу реке Боруја и Битова, а у граду се налази и језеро Јелењ.
Кроз град пролази регионални пут бр. 20. Битов је удаљен од:
- Шчећинa 265 km на северозапад
- Слупска 50 km на југозапад
- Гдањска 90 km на запад
- Бидгошча 150 km на север

## Историја
Територија је постала део нове пољске државе под њеним првим историјским владаром Мјешком I у 10. веку. Битов је припао Тевтонским витезовима 1329. Статус града Битов добија 1346. године. Дворац који се данас види изградили су витезови између 1399. и 1405. на месту старијег замка, како би заштитили своју западну границу. Према званичној интернет страници града, назив Битов потиче од оснивача насеља под називом „Бит“. Током Тринаестогодишњег рата (1454–1466), град је био место тешких борби и временом је мењао власника. На крају је краљ Казимир IV Јагелон доделио град Ерику II, војводи од Помераније, као вечни феуд.Године 1627. током Тридесетогодишњег рата, град је обновљен након што га је уништио пожар. Када су померански војводе изумрли 1637. године, Битов је престао да буде пољски феуд и постао је директно под влашћу Пољске, као административни део Померанског војводства.Битов је био у сенци Леборка, који се брже развијао и постао седиште локалних старешина.Да би стекао савезника против Шведске, 1657. године пољски краљ Јован II Казимир дао је Битов маркгрофу Фридрику Виљему од Бранденбурга као наследни феуд по Уговору из Бидгошћа. Иако је Пољска и даље задржала суверенитет, градом је управљао Бранденбург, а после 1701. Краљевина Пруска. Бранденбург је увео веће порезе да би отплатио своје дугове након Тридесетогодишњег рата.
Године 1773. у Првој подели Пољске град је у потпуности укључен у пруску провинцију Померанију. У 18. веку почели су покушаји германизације аутохтоног пољско-кашубијског становништва увођењем немачког у школе. Остао је центар пољског отпора против германизације и био је пољско-кашубијски штампарски центар. Град је постао део Немачке империје 1871. током уједињења Немачке предвођене Пруском. Пољска мањина је остала активна у граду, а 1910. године овде је основана пољска банка Лудови.
Након завршетка Првог светског рата и поновног успостављања независне Пољске, Версајским уговором град је остао у Вајмарској републици 1919. године. Између 1919. и 1939. Херој локалног пољског становништва био је локални пољски учитељ Јан Бауер, кога су Немци ухапсили 1929. године.1939. године Немци су извршили хапшења значајних локалних Пољака, активисте и шефа локалне пољске банке. За време Другог светског рата град је претрпео велика разарања. У јануару 1945. године, марш смрти савезничких ратних заробљеника из логора за ратне заробљенике Stalag XX-B прошао је кроз град. Они немачки становници, који су остали у граду или су се у њега вратили убрзо после рата, касније су насилно протерани, а њихова имовина заплењена у складу са Потсдамским споразумом.

### Кашубијска емиграција у Америку
Многе породице из Битова као што су Брезаси и Пехлерси емигрирале су у област Виноне, Минесота у Сједињеним Државама, почевши од 1859. године. Пруска политика је била да натера Кашубе да напусте простор за немачке досељенике. Неки Кашуби су се преселили преко реке Мисисипи у Пајн Крик, у Висконсину, почетком 1860-их. Многи су нашли посао у дрвопрерађивачким пословима касних 1800-их.

## Туристичке атракције
- Готски крсташки замак
- Кула старе цркве свете Катарине (XIV в.)

## Демографија
| 2011.  | 2021.  |
| ------ | ------ |
| 20.943 | 16.730 |

## Општина
Насеља у општини Битов на пољском (Немачки називи су искошени):
- Bytów (Bütow)
- Dąbie (Dampen)
- Gostkowo (Gustkow)
- Grzmiąca (Gramenz)
- Mądrzechowo (Mangwitz)
- Mokrzyn (Petersdorf)
- Niezabyszewo (Damsdorf)
- Płotowo (Platenheim)
- Pomysk Mały (Klein Pomeiske)
- Pomysk Wielki (Gross Pomeiske)
- Rekowo (Reckow)
- Rzepnica
- Sierżno (Zerrin)
- Świątkowo (Luisenhof)
- Udorpie (Hygendorf)
- Ząbinowice (Gersdorf)

## Градови побратими
- Маркарид
- Залешчики
- Франкенберг
- Вајнона[20]